# Onuphis tetradentata
Onuphis tetradentata är en ringmaskart som beskrevs av Imajima 1986. Onuphis tetradentata ingår i släktet Onuphis och familjen Onuphidae. Utöver nominatformen finns också underarten O. t. wakasaensis.